# Хосник
Хосник (хрв. Hosnik) је насељено место у општини Скрад, Приморско-горанска жупанија, Хрватска.

## Историја
До територијалне реорганизације у Хрватској био је у саставу старе општине Делнице.

## Становништво
На попису становништва из 2011. године, Хосник је имао 1 становника.
| Број становника према пописима | Број становника према пописима | Број становника према пописима | Број становника према пописима | Број становника према пописима | Број становника према пописима | Број становника према пописима | Број становника према пописима | Број становника према пописима | Број становника према пописима | Број становника према пописима | Број становника према пописима | Број становника према пописима | Број становника према пописима | Број становника према пописима | Број становника према пописима |
| ------------------------------ | ------------------------------ | ------------------------------ | ------------------------------ | ------------------------------ | ------------------------------ | ------------------------------ | ------------------------------ | ------------------------------ | ------------------------------ | ------------------------------ | ------------------------------ | ------------------------------ | ------------------------------ | ------------------------------ | ------------------------------ |
| 1857                           | 1869                           | 1880                           | 1890                           | 1900                           | 1910                           | 1921                           | 1931                           | 1948                           | 1953                           | 1961                           | 1971                           | 1981                           | 1991                           | 2001                           | 2011                           |
| 37                             | 33                             | 29                             | 22                             | 24                             | 21                             | 14                             | 19                             | 14                             | 12                             | 10                             | 4                              | 3                              | 0                              | 1                              | 1                              |

Напомена: Од 1880. до 1900. исказивано под именом Хостник. Године 1991. без становника.